# Regionalwahlkreis Burgenland Nord
Der Regionalwahlkreis Burgenland Nord (Wahlkreis 1A) ist ein Regionalwahlkreis im Burgenland, der bei Wahlen zum Nationalrat für die Vergabe der Mandate im ersten Ermittlungsverfahren gebildet wird. Der Wahlkreis umfasst die Städte Eisenstadt und Rust sowie die politischen Bezirke Eisenstadt-Umgebung, Mattersburg und Neusiedl am See.
Bei der Nationalratswahl 2019 waren im Regionalwahlkreis Burgenland Nord 123.715 Personen wahlberechtigt, wobei bei der Wahl die Österreichische Volkspartei (ÖVP) mit 37,3 % als stärkste Partei hervorging. ÖVP und Sozialdemokratische Partei Österreichs (SPÖ) erzielten dabei je eines der vier möglichen Grundmandate.

## Geschichte
Nachdem das Burgenland erst 1921 zu Österreich gekommen war, nahmen die Burgenländer erstmals 1923 bei einer Nationalratswahl teil. Mit der Nationalrats-Wahlordnung 1923 war hierfür der Wahlkreis Burgenland (Wahlkreis 25) geschaffen worden, der das gesamte Bundesland umfasste. Nachdem die Wahlordnung von 1923 von der austrofaschistischen Regierung 1934 außer Kraft gesetzt worden war, wurde die ursprüngliche Einteilung der Wahlkreise nach dem Zweiten Weltkrieg mit dem Verfassungsgesetz vom 19. Oktober 1945 wieder eingeführt. Von den folgenden Änderungen der Nationalrats-Wahlordnungen war der Wahlkreis Burgenland nicht betroffen, mit der Nationalrats-Wahlordnung 1971, durch die die Anzahl der Wahlkreise auf neun reduziert wurde, änderte sich lediglich die Nummer des Wahlkreises Burgenland (nun Wahlkreis 1). Der Regionalwahlkreis Burgenland Nord entstand hingegen erst durch das Inkrafttreten der Nationalrats-Wahlordnung 1992, mit der Österreich in 43 Regionalwahlkreise unterteilt wurde. Der Wahlkreis Burgenland Nord erhielt in der Folge 1993 3 Mandate zugewiesen, nach der Volkszählung 2001 wurde die Zahl der Mandate im Jahr 2002 auf Grund der Bevölkerungsveränderungen auf vier Mandate erhöht.
Seit der Schaffung des Wahlkreises erreichte die SPÖ bei jeder Nationalratswahl die relative Mehrheit vor der ÖVP, bis auf die Wahl 2019, bei der die ÖVP die SPÖ auf den zweiten Platz verwies.

## Wahlergebnisse
| Nationalratswahlen im Burgenland Nord | Nationalratswahlen im Burgenland Nord | Nationalratswahlen im Burgenland Nord | Nationalratswahlen im Burgenland Nord | Nationalratswahlen im Burgenland Nord | Nationalratswahlen im Burgenland Nord | Nationalratswahlen im Burgenland Nord | Nationalratswahlen im Burgenland Nord | Nationalratswahlen im Burgenland Nord | Nationalratswahlen im Burgenland Nord | Nationalratswahlen im Burgenland Nord | Nationalratswahlen im Burgenland Nord |
| Wahltermin                            | GM                                    |                                       | SPÖ                                   | ÖVP                                   | FPÖ                                   | GRÜNE                                 | BZÖ                                   | LIF/NEOS                              | FRANK                                 | PILZ/JETZT                            | Sonstige                              |
| ------------------------------------- | ------------------------------------- | ------------------------------------- | ------------------------------------- | ------------------------------------- | ------------------------------------- | ------------------------------------- | ------------------------------------- | ------------------------------------- | ------------------------------------- | ------------------------------------- | ------------------------------------- |
| 9. Oktober 1994                       |                                       | Stimmenanteile (%)                    | 44,8                                  | 29,2                                  | 17,4                                  | 4,1                                   | -                                     | 3,5                                   | -                                     | -                                     | 0,9                                   |
| 9. Oktober 1994                       | 3                                     | Grundmandate                          | 1                                     | 1                                     | 0                                     | 0                                     | -                                     | 0                                     | -                                     | -                                     | 0                                     |
| 17. Dezember 1995                     |                                       | Stimmenanteile (%)                    | 45,4                                  | 30,3                                  | 17,1                                  | 2,7                                   | -                                     | 3,7                                   | -                                     | -                                     | 0,9                                   |
| 17. Dezember 1995                     | 3                                     | Grundmandate                          | 1                                     | 1                                     | 0                                     | 0                                     | -                                     | 0                                     | -                                     | -                                     | 0                                     |
| 3. Oktober 1999                       |                                       | Stimmenanteile (%)                    | 42,2                                  | 29,0                                  | 21,6                                  | 4,2                                   | -                                     | 2,2                                   | -                                     | -                                     | 1,0                                   |
| 3. Oktober 1999                       | 3                                     | Grundmandate                          | 1                                     | 1                                     | 0                                     | 0                                     | -                                     | 0                                     | -                                     | -                                     | 0                                     |
| 24. November 2002                     |                                       | Stimmenanteile (%)                    | 46,8                                  | 40,5                                  | 6,6                                   | 5,3                                   | -                                     | 0,5                                   | -                                     | -                                     | 0,3                                   |
| 24. November 2002                     | 4                                     | Grundmandate                          | 1                                     | 1                                     | 0                                     | 0                                     | -                                     | 0                                     | -                                     | -                                     | 0                                     |
| 1. Oktober 2006                       |                                       | Stimmenanteile (%)                    | 45,6                                  | 34,2                                  | 9,1                                   | 6,5                                   | 1,7                                   | -                                     | -                                     | -                                     | 2,9                                   |
| 1. Oktober 2006                       | 4                                     | Grundmandate                          | 1                                     | 1                                     | 0                                     | 0                                     | 0                                     | -                                     | -                                     | -                                     | 0                                     |
| 28. September 2008                    |                                       | Stimmenanteile (%)                    | 40,4                                  | 27,4                                  | 16,7                                  | 6,3                                   | 5,3                                   | 1,3                                   | -                                     | -                                     | 2,6                                   |
| 28. September 2008                    | 4                                     | Grundmandate                          | 1                                     | 0                                     | 0                                     | 0                                     | 0                                     | 0                                     | -                                     | -                                     | 0                                     |
| 29. September 2013                    |                                       | Stimmenanteile (%)                    | 37,0                                  | 25,5                                  | 17,8                                  | 7,6                                   | 2,0                                   | 3,4                                   | 5,4                                   | -                                     | 1,3                                   |
| 29. September 2013                    | 4                                     | Grundmandate                          | 1                                     | 0                                     | 0                                     | 0                                     | 0                                     | 0                                     | 0                                     | -                                     | 0                                     |
| 15. Oktober 2017                      |                                       | Stimmenanteile (%)                    | 33,2                                  | 32,3                                  | 24,4                                  | 2,2                                   | -                                     | 3,3                                   | -                                     | 3,2                                   | 1,3                                   |
| 15. Oktober 2017                      | 4                                     | Grundmandate                          | 1                                     | 1                                     | 0                                     | 0                                     | -                                     | 0                                     | -                                     | 0                                     | 0                                     |
| 29. September 2019                    |                                       | Stimmenanteile (%)                    | 29,1                                  | 37,3                                  | 16,6                                  | 9,2                                   | -                                     | 5,6                                   | -                                     | 1,4                                   | 0,9                                   |
| 29. September 2019                    | 4                                     | Grundmandate                          | 1                                     | 1                                     | 0                                     | 0                                     | -                                     | 0                                     | -                                     | 0                                     | 0                                     |
| 29. September 2024                    |                                       | Stimmenanteile (%)                    | 27,0                                  | 27,5                                  | 28,3                                  | 5,2                                   | -                                     | 7,3                                   | -                                     | -                                     | 4,8                                   |
| 29. September 2024                    | 4                                     | Grundmandate                          | 1                                     | 1                                     | 1                                     | 0                                     | -                                     | 0                                     | -                                     | -                                     | 0                                     |